# Serguéi Grinkov
Sergéi Mijáilovich Grinkov (Moscú, Unión Soviética, 4 de febrero de 1967 - Lake Placid, New York, Estados Unidos, 20 de noviembre de 1995) fue un patinador sobre hielo soviético, campeón mundial y olímpico.

## Biografía
Sergei Grinkov nació en Moscú, ex Unión Soviética. Sus padres Mikhail Kondrateyevich Grinkov y Anna Filipovna Grinkova tuvieron dos hijos, siendo Sergei el menor. Su hermana mayor se llama Natalia Mikhailovna Grinkova.
Se inició en el patinaje sobre hielo a la edad de cinco años. En ese tiempo, en la Unión Soviética se identificaban a pequeños niños con condiciones atléticas, se los enviaba a escuelas especiales, y se les daba un riguroso entrenamiento en la disciplina deportiva, y como Sergei no era muy fuerte en ese entonces un patinador fuerte para desempeñarse solo, su entrenador decidió que pruebe patinando en pareja. Así es como a la edad de catorce años, comenzó a patinar en pareja con Yekaterina Gordéyeva de diez años de edad, en el Club Central de la Armada Roja (CSKA), en Moscú. La pareja en 1985 ganó el Campeonato Mundial Junior en Colorado Springs, Colorado. Al siguiente año, ellos ganaron su primer Campeonato Mundial de Patinaje Artístico (ganarían cuatro en total). Repitieron el título obtenido al año siguiente y también ganaron la medalla de oro en los Juegos Olímpicos de Invierno en Calgary, Alberta, Canadá en 1988. Después de una caída en su programa largo, se quedaron con la medalla de plata en el Campeonato Mundial de 1988, pero volvieron a conseguir el título en 1989 y lo defendieron con éxito nuevamente en 1990. Se convirtieron en profesionales en ese mismo año. Luego ganaron su primer Campeonato Mundial Profesional en 1991 y volvieron a ganar ese título dos veces más (1992 y 1994).
Gordeeva y Grinkov ganaron casi todas las competencias en que participaron. En las 31 competiciones que fueron parte a nivel profesional, ellos terminaron ganando impresionantemente en 24 oportunidades. Después de ganar su primer Campeonato Mundial en 1986, ellos nunca terminaron por debajo del segundo puesto. Ellos son unos de las pocas parejas en la historia de este deporte que consiguieron con éxito un salto cuádruple con giro en competiciones internacionales, en el Campeonato Mundial de 1987. También realizaron ese difícil salto en el Campeonato Europeo de 1987, pero debido a un problema con la correa de la bota de Sergei y a un malentendido sobre las reglas, fueron descalificados del evento.
En 1989, su sociedad patinadora había florecido en romance. Se casaron en abril de 1991 (la boda por civil fue el 20 de abril y por iglesia fue el 28 de abril).
La temporada siguiente fue el primer año que viajaron con las Estrellas en el Hielo (Stars on Ice). Patinaron a través de los Estados Unidos y Canadá con el espectáculo, desde noviembre de 1991 hasta abril de 1992. Entonces, el 11 de septiembre de 1992, Ekaterina dio a luz a su hija, Daria Sergeyevna Grinkova (apodada "Dasha"), en Morristown, New Jersey. Poco después del nacimiento de Daria, la pareja ya estaban entrenando nuevamente para una nueva temporada de Stars on Ice, que debutó ese noviembre.
Su patinaje era único, irradiaban magia cuando actuaban. Katya y Sergei supieron conquistar a todos con su patinaje y con su amor. El amor hacia el patinaje y a la vez el amor que se tenían el uno hacia el otro hizo que se convirtieran en la pareja de patinaje más conocida del momento y cosecharon muchos éxitos.
En 1994, volvieron a la competencia olímpica y obtuvieron su segunda medalla de oro en las Juegos Olímpicos de Invierno de Lillehammer, Oppland, Noruega. Después de estas Olimpiadas, volvieron de nuevo al patinaje profesional y tomaron la residencia en Simsbury, Connecticut. Durante la temporada 1994-95, viajaron otra vez, con Stars on Ice.
Sin embargo, la tragedia ocurrió en noviembre de 1995, cuando Sergei Grinkov se desmayó y murió de un ataque del corazón en el Lake Placid, Nueva York, mientras que él y Ekaterina practicaban su rutina para la gira de 1996. Los doctores encontraron que Sergei había sufrido un ataque cardiaco y que sus arterias estaban bloqueadas. Pero un análisis de su sangre mostró que tenía una alteración en un gen que se sabe que está relacionado con los infartos prematuros. Los investigadores propusieron llamar a este gen "el factor de riesgo de Grinkov".
Sergei Grinkov fue enterrado en el cementerio Vagan'kovskoye en Moscú.
En 1996 Ekaterina animada y ayudada por sus compañeros de patinaje volvió a patinar y lo hizo en una Gala en memoria a Sergei Grinkov titulada "La Celebración de una Vida", a esa gala acudieron toda su familia, incluida su pequeña Daria y la familia de Sergei.

## Competencias
Pareja con Ekaterina Gordeeva
| Evento / Año                                                     | 1986 | 1987 | 1988 | 1989 | 1990 | 1991 | 1992 | 1993 | 1994 |
| Juegos Olímpicos de Invierno                                     | -    | -    | 1.º  | -    | -    | -    | DNC  | -    | 1.º  |
| Campeonato de Patinaje Artístico sobre Hielo de Rusia / URSS     | 2.º  | 1.º  | -    | -    | -    | -    | -    | -    | 1.º  |
| Compeonato Europeo de Patinaje Artístico sobre Hielo             | 2.º  | wd   | 1.º  | -    | 1.º  | -    | -    | -    | 1.º  |
| Campeonato Mundial de Patinaje Artístico sobre Hielo             | 1.º  | 1.º  | 2.º  | 1.º  | 1.º  | -    | -    | -    | -    |
| Campeonato Mundial Profesional de Patinaje Artístico sobre Hielo | -    | -    | -    | -    | 2.º  | 1.º  | 1.º  | -    | 1.º  |

## Algunas frases de aquellos que lo conocieron
"Se dice que sus corazones latían al unísono" - Peggy Fleming.
"No piensas en él sin ella, ni piensas en ella sin él, y eso nunca cambiará, serán siempre Sergei y Katia" - Scott Hamilton.
"Al principio estaba perdida en el hielo sin él. Tan sola. Estaba acostumbrada a agarrarme a él todo el tiempo, apoyarme en él, sentirlo cerca. Ahora tengo que sentir mis pies debajo de mí todo el tiempo porque no hay nadie ahí para agarrarme" - Katia Gordeeva.
"Me di cuenta de que el trabajo es lo único que puede curar a la gente. Al menos era lo que me podía ayudar a curarme. Todavía tenía el patinaje. Yo era siempre primero una patinadora, y perder ambos, a Sergei y el patinaje, era más de lo que podía soportar" - Katia Gordeeva: Mi Sergei.